# Кросплот
Кроспло́т (англ. cross — перехресний, англ. plot — графік) — термін, що його використовують передусім у науках про Землю, щоб описати спеціалізовану діаграму, яка порівнює багатократні вимірювання величин, зроблених в один час або в одному місці по двох або більше осях.
Осі діаграми як правило лінійні, але можуть бути також логарифмічними.
Кросплоти використовують для того, щоб наочно показати якість адаптації гідродинамічних моделей (наприклад, кросплот розрахунок-факт накопиченого видобутку нафти), для інтерпретації геофізичних (зокрема, AVO-аналізу), геохімічних і гідрологічних даних.